# Cantón de Wiltz
Wiltz (en Luxemburgués: Wolz) es un cantón, ubicado en el Distrito de Diekirch, en Luxemburgo. Su capital es Wiltz. Tiene una población de  14,129 habitantes.

## Comunas

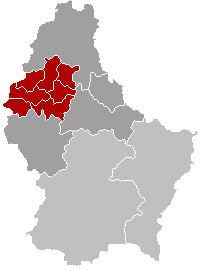
Comunas.

Wiltz tiene un total de 8 comunas, las cuales son:
- Boulaide
- Esch-sur-Sûre
- Eschweiler
- Goesdorf
- Kiischpelt
- Lac de la Haute-Sûre
- Wiltz
- Winseler

- Datos: Q550021
- Multimedia: Canton of Wiltz / Q550021